# Lutz Dombrowski
Lutz Dombrowski (n. 25 iunie 1959, Zwickau, Karl-Marx-Stadt District⁠(d), RDG) este un atlet ce a reprezentat Republica Democrată Germană, medaliat olimpic. A participat la o ediție a Jocurilor Olimpice (1980) în care a câștigat medalia de aur în proba de săritură în lungime.

## Palmares
| An   | Competiție                      | Locație                    | Loc | Eveniment  | Note    |
| ---- | ------------------------------- | -------------------------- | --- | ---------- | ------- |
| 1977 | Campionatul European de Juniori | Donețk, Uniunea Sovietică  | –   | lungime    | FR      |
| 1977 | Campionatul European de Juniori | Donețk, Uniunea Sovietică  | 4   | triplusalt | 16,14 m |
| 1979 | Cupa Europei                    | Torino, Italia             | 1   | lungime    | 8,31 m  |
| 1979 | Cupa Mondială                   | Montréal, Canada           | 2   | lungime    | 8,27 m  |
| 1980 | Jocurile Olimpice               | Moscova, Uniunea Sovietică | 1   | lungime    | 8,54 m  |
| 1981 | Cupa Mondială                   | Roma, Italia               | 7   | triplusalt | 16,33 m |
| 1982 | Campionatul European            | Atena, Grecia              | 1   | lungime    | 8,41 m  |